# Samia alboabdominalis
Samia alboabdominalis är en fjärilsart som beskrevs av Arthur Schüssler 1926. Samia alboabdominalis ingår i släktet Samia och familjen påfågelsspinnare. Inga underarter finns listade.